# Steatoda ancorata
Steatoda ancorata là một loài nhện trong họ Theridiidae.
Loài này thuộc chi Steatoda. Steatoda ancorata được miêu tả năm 1876 bởi Holmberg.